# キャライコセラス
キャライコセラス（学名：Calycoceras）またはキャリコセラスは、後期白亜紀セノマニアン期の中期初期から後期中盤にかけて生息したアンモナイトの属。化石はアジア・アフリカ・ヨーロッパ・北アメリカ・南極大陸から産出しており、ブラジルからも産出した可能性がある。殻の表面には粗い肋が存在しており、また肋上にはイボ状の結節が数列に亘って配列する。

## 特徴
キャライコセラスは小型から大型の属で、螺環断面は楕円形・四角形・多角形に近い。腹側の殻は平坦あるいは丸みを帯びており、直線状の肋が発達する。primary ribには最大7列の結節が存在しており、それらの結節は臍や内外側の腹側などに分布する。一方でsecondary ribは臍の結節を欠き、また腹外側の結節も存在しない場合がある。
結節は個体発生の初期段階で喪失する場合もあれば、成長後期段階まで存続したり後期段階で復活したりする場合もあり、これらは下位分類によって異なる。キャライコセラス属に属する亜属のうち、Gentoniceras亜属は成長後期段階まで臍の結節が保存されており、腹外側の結節も保存する種もいる。一方でNewboldiceras亜属の臍や腹側の結節は成長後期段階まで持続しない場合が多い。

## 分類
Calycoceras亜属

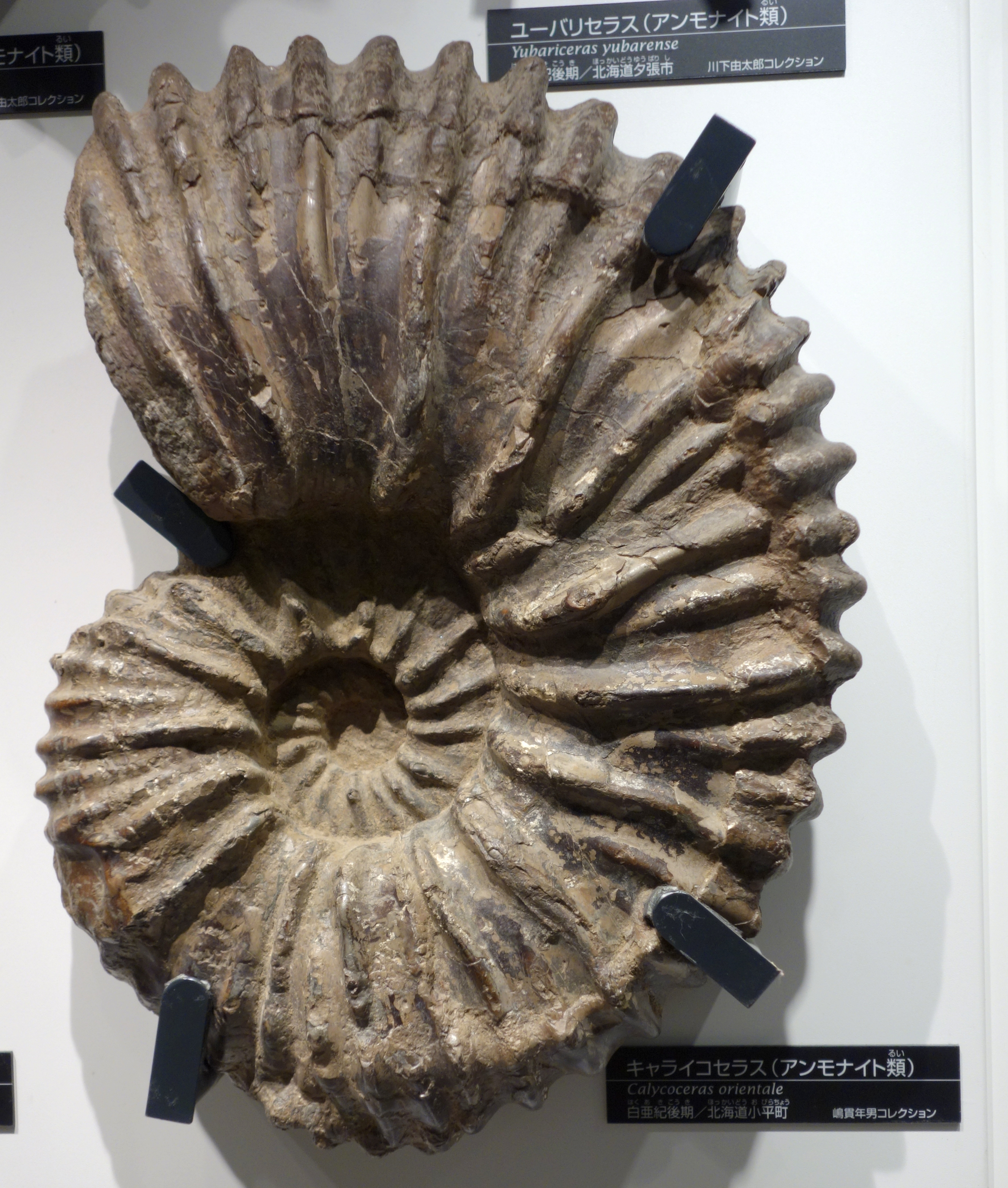
Cyalycoceras orientale（国立科学博物館）

- Calycoceras (Calycoceras) naviculare (Mantell, 1822)[4]
- Calycoceras (Calycoceras) bathyomphalum (Kossmat, 1895)[4]

Gentoniceras亜属
- Calycoceras (Gentoniceras) gentoni (Brongniart, 1822)[1]
- Calycoceras (Gentoniceras) sarthacense (Bayle, 1878)[4]
- Calycoceras (Gentoniceras) boehmi (Spath, 1926b)[4]

Newboldiceras亜属
- Calycoceras (Newboldiceras) hippocastanum (J. de C. Sowerby, 1826)[4]
- Calycoceras (Newboldiceras) asiaticum asiaticum (Jimbo, 1894)[1]
- Calycoceras (Newboldiceras) asiaticum spinosum (Kossmat, 1897)[1]
- Calycoceras (Newboldiceras) asiaticum hunteri (Kossmat, 1897)[1]
- Calycoceras (Newboldiceras) planecostatum (Kossmat, 1897)[1]
- Calycoceras (Newboldiceras) laticostatum (Crick, 1907)[1]
- Calycoceras (Newboldiceras) tunetanum (Pervinquière, 1907)[4]
- Calycoceras (Newboldiceras) breistrofferi (Collignon, 1937)[1]
- Calycoceras (Newboldiceras) orientate[5] Matsumoto, Saito & Fukada, 1957

## 分布
キャライコセラスは白亜紀の中ごろの示準化石として扱われている。化石データベースFossilworksによれば、本属の化石はアンゴラ、南極大陸、ブラジル、ブルガリア、カナダ（ブリティッシュコロンビア州）、エジプト、フランス、ドイツ、イラン、日本、ヨルダン、リビア、マダガスカル、モザンビーク、ナイジェリア、オマーン、パプアニューギニア、ロシア連邦、スペイン、チュニジア、イギリス、アメリカ合衆国（アラスカ州・アリゾナ州・カリフォルニア州・コロラド州・カンザス州・ニューメキシコ州・オレゴン州・サウスダコタ州・ユタ州・ワイオミング州）で産出している。また群馬県立自然史博物館にはモロッコ産のキャライコセラ未定種の化石が収蔵されている。日本国内では北海道で発見されており、産出層準は蝦夷層群である。